# الكسندر دان
الكسندر دان (بالإنجليزية: Alexander Dunn) هو لاعب كرة الريشة بريطاني، ولد في 13 سبتمبر 1998 في بلزهيل ‏ في المملكة المتحدة.

## وصلات خارجية
- الكسندر دان على موقع BWF.tournamentsoftware.com (الإنجليزية)
- الكسندر دان على موقع BWFbadminton.com (الإنجليزية)